# Ристо Янков
Ристо Янков (мак. Ристо Јанков, нар. 5 вересня 1998, Скоп'є) — македонський футболіст, воротар клубу «Работнічкі» та національної збірної Північної Македонії.

## Клубна кар'єра
Народився 18 березня 1995 року в місті Скоп'є. Вихованець футбольної школи клубу «Работнічкі». 2015 року був переведений до першої команди, але на поле не виходив і у серпні 2017 року для отримання ігрової практики був відданий в оренду в друголігову «Локомотиву» (Скоп'є).
На початку 2018 року Янков повернувся до «Работнічок» і дебютував за рідну команду у Першій лізі Македонії 24 лютого 2018 року в грі проти «Вардара» (2:1), вийшовши на заміну на 89-й хвилині замість півзахисника Андрея Лазарова, після вилучення основного голкіпера клубу Даніеля Божиновського. З сезону 2018/19 Янков став основним воротарем клубу.

## Виступи за збірні
2014 року дебютував у складі юнацької збірної Македонії (U-17), загалом на юнацькому рівні взяв участь у 5 іграх.
Протягом 2017–2020 років залучався до складу молодіжної збірної Північної Македонії. На молодіжному рівні зіграв у 19 офіційних матчах.
У березні 2021 року Янков був вперше викликаний до складу національної збірної Північної Македонії на матчі відбору до чемпіонату світу 2022 року проти Румунії, Ліхтенштейну та Німеччини, втім на поле тоді так і не вийшов. Тим не менш вже у травні Янков був включений до заявки збірної на дебютний для неї чемпіонат Європи 2020 року.

## Титули і досягнення
- Чемпіон Північної Македонії (1):

«Шкендія»: 2024-25